# Kościół św. Mikołaja Biskupa w Skokach
Kościół Świętego Mikołaja Biskupa w Skokach – rzymskokatolicki kościół parafialny znajdujący się w mieście Skoki w powiecie wągrowieckim. Znajduje się na szlaku kościołów drewnianych wokół Puszczy Zielonka.

## Historia
Świątynia wybudowana w 1737 z fundacji Michała Kazimierza Raczyńskiego, wojewody poznańskiego, poprzez gruntowną rozbudowę poprzedniej, drewnianej. Wielokrotnie restaurowana. Ostatni remont przeprowadzono w latach 2005-2011.

## Architektura i wyposażenie
Jest to budowla o konstrukcji słupowo-ramowej wypełnionej cegłami (odmiana muru pruskiego), orientowana, trzynawowa. Prezbiterium zamknięte trójbocznie, niewyodrębnione od nawy. Świątynia posiada dwie wieże o dwóch kondygnacjach z kondygnacja dolną murowaną z cegły i górną drewnianą konstrukcji słupowej. Zakrystia i kruchta wydzielone z nawy. Wyposażenie świątyni barokowe i rokokowe: płyta nagrobna Zofii z Latalskich Reyowej, czasza chrzcielnicy, ambona, balustrady empor oraz ołtarz główny (przebudowany po 1947).